# Amaranthus aureus
Amaranthus aureus là loài thực vật có hoa thuộc họ Dền. Loài này được F.Dietr. mô tả khoa học đầu tiên năm 1802.